# Audrey De Keersmaeker
Audrey De Keersmaeker, née le 9 juillet 1999 à Anvers, est une coureuse cycliste belge, spécialisée dans le cyclisme sur route et le cyclo-cross.

## Carrière
Audrey De Keersmaeker décroche, en 2023, la médaille d'argent sur le championnat de Belgique de contre-la-montre amateur (catégorie des clubs).
Cette belle saison lui permet de signer un premier contrat professionnel pour la saison 2024 au sein de l'équipe Lotto Dstny Ladies. 
Dès sa première saison, elle est invitée à participer à des Grands Tours, d'abord le Tour d'Espagne puis le Tour de France. Sur ce dernier, elle s'illustre dès la 2e étape, où elle se lance dans une échappée solitaire de plus de 30 kilomètre. Elle est récompensée du prix de la combativité sur cette étape.

## Palmarès sur route

### Résultats sur les grands tours

#### Tour de France
1 participation : 
- 2024 : 71e

#### Tour d'Espagne
2 participations : 
- 2024 : 97e
- 2025 : non-partante (5e étape)

### Classements mondiaux
| Année                                 | 2023  | 2024  |
| ------------------------------------- | ----- | ----- |
| Classement UCI                        | 1241e | 1064e |
|                                       |       |       |
| Légende : nc = non classéSource : UCI |       |       |

## Palmarès en cyclocross
- 2022-2023
  - Lunca Timișului CX, Timișoara